# Wilhelm Schmid (SA-Mitglied)

Wilhelm Schmid

Wilhelm Schmid (* 3. Juni 1889 in München; † 30. Juni 1934 in Stadelheim) war ein deutscher Politiker (NSDAP) und SA-Führer. Von 1933 bis 1934 saß Schmid als Abgeordneter im Reichstag. Er wurde während des sogenannten Röhm-Putsches von der Leibstandarte SS Adolf Hitler erschossen.

## Leben und Wirken
Schmid wurde 1889 als Sohn einer katholischen Familie in München geboren. Nach dem Besuch der Volksschule und dem Abitur am Wilhelmsgymnasium trat er 1909 als Fahnenjunker in das 11. Infanterie-Regiment der Bayerischen Armee in München ein. 1911 zum Offizier befördert, nahm er von 1914 bis 1918 mit dem 23. Infanterie-Regiment am Ersten Weltkrieg teil, in dessen Verlauf er nacheinander als Zugführer, Kompanieführer und Bataillonsführer tätig war.
Nach dem Krieg schloss Schmid sich als Hauptmann dem Freikorps Epp an, mit dem er sich 1919/20 an der Niederschlagung der Münchner Räterepublik und des Ruhraufstandes  beteiligte. Anschließend gehörte Schmid als Kompaniechef zunächst dem Reichswehr-Infanterie-Regiment 42 an und war ab 16. Mai 1920 in gleicher Funktion im Infanterie-Regiment 19 der Reichswehr, aus der er bereits im Frühjahr 1921 ausschied. Im Jahr 1923 schloss er sich der NSDAP an. Im November desselben Jahres beteiligte er sich am Hitler-Ludendorff-Putsch.
Als die NSDAP – nach dem Verbot von Ende 1923 bis Anfang 1925 – im Frühjahr 1925 neu gegründet wurde, trat Schmid ihr zunächst nicht wieder bei. Stattdessen arbeitete er in den folgenden Jahren als kaufmännischer Vertreter und war zeitweise arbeitslos. Erst am 1. Februar 1931 trat Schmid, der damals in der Mainzerstraße 7a in München lebte, erneut in die NSDAP ein (Mitgliedsnummer 505.892). In den folgenden Jahren machte er Karriere in der Sturmabteilung (SA), der Privatarmee der NSDAP, in der ihn sein Freund Ernst Röhm, seit 1931 Stabschef der SA, in den Stab des Obersten SA-Führers berief. Dort leitete Schmid bis 1934 die Personalabteilung der SA und war als Gruppenführer der SA-Gruppe Hochland neben August Schneidhuber, dem Polizeipräsidenten von München, der ranghöchste Vertreter der SA in München. 
Anlässlich der Reichstagswahl November 1933 wurde Schmid Abgeordneter des nationalsozialistischen Reichstags, in dem er bis zu seinem Tod im Juni 1934 den Wahlkreis 30 (Chemnitz-Zwickau) vertrat. Sein Mandat wurde anschließend für den Rest der Wahlperiode von Wilhelm Bösing fortgeführt. 
Im Zuge der Röhm-Affäre wurde Schmid in der Nacht zum 30. Juni 1934 zusammen mit Schneidhuber von dem nach München gekommenen Hitler persönlich vorgeladen und des Verrats gegen ihn, Hitler, und die NSDAP bezichtigt: Hitler enthob Schmid und Schneidhuber unter Verweis auf einige Aufmärsche der Münchener SA, die ihm suspekt erschienen, aller ihrer Ämter und riss ihnen die Orden und Rangabzeichen von ihren Uniformen. Anschließend ließ er sie verhaften und ins Gefängnis München-Stadelheim bringen, wo Schmid und Schneidhuber am Nachmittag des 30. Juni zusammen mit vier weiteren SA-Führern (Hans Hayn, Edmund Heines, Hans Peter von Heydebreck und Hans Erwin von Spreti-Weilbach) von Hitlers Leibstandarte unter Sepp Dietrich erschossen wurden.

## Archivalien
Im Bundesarchiv liegen einige wenige Personalunterlagen zu Schmid im Unterbestand "Parteikorrespondenz" im Bestand des ehemaligen Berlin Document Center (Bundesarchiv Berlin: Bestand PK Film Q 51 "Schmidt, Wilhelm - Schmid, Willi", Bilder 381–388). Das Bayerische Hauptstaatsarchiv in München verwahrt in der Abteilung Kriegsarchiv wiederum eine Militärpersonalakte zu Schmid aus seiner Zeit in der bayerischen Armee (OP 28297).